# ATP Linz 1981
L'ATP Linz 1981 è stato un torneo di tennis giocato sul cemento indoor. È stata la 2ª edizione del torneo che fa parte del Volvo Grand Prix 1981. Si è giocato a Linz in Austria dal 30 marzo al 5 aprile 1981.

## Campioni

### Singolare maschile
Gianni Ocleppo ha battuto in finale  Mark Edmondson con il punteggio di 7–5, 6–1

### Doppio maschile
Anders Järryd /  Hans Simonsson hanno battuto in finale  Brad Drewett /  Pavel Složil con il punteggio di 6–4, 7–6